# تامی کانر
تامی کانر (انگلیسی: Tommie Connor; ۱۶ نوامبر ۱۹۰۴ – ۲۸ نوامبر ۱۹۹۳) ترانه‌سرا و موسیقی‌دان اهل بریتانیا بود.
از فیلم‌هایی که وی در آن‌ها نقش داشته‌است، می‌توان به قلبم ندا می‌دهد اشاره نمود.